# Gare de Aïn El Hadjadi
La gare de Aïn El Hadjadi,  ou gare de Aïn-el-Hadjadi, est une ancienne halte ferroviaire algérienne située dans la commune de Tiout, dans la wilaya de Naâma.

## Situation ferroviaire
Établie à une altitude de 1 005,560 m, la gare est située au point kilométrique (PK) 418,023 de la ligne de Oued Tlelat à Béchar, où elle est précédée de la gare de Tiout et suivie de l'ancienne gare de Rouïba.

## Histoire
La gare est mise en service en 1901 lors de l'ouverture de la section de Aïn Sefra à Duveyrier de l'ancienne ligne à voie étroite d'Oran à Kenadsa via Saïda. Précédée de la gare de Tiout et suivie de l'ancienne gare de Rouïba, elle était située au PK 516,100 de cette ligne,,.

## Service des voyageurs

### Dessertes
En 2023, cette halte n'est pas desservie par les trains de la Société nationale des transports ferroviaires.